# 라도반 카라지치
라도반 카라지치(세르비아어: Радован Караџић / Radovan Karadžić, IPA: [râdovaːn kâraʤiʨ], 1945년 6월 19일 ~ )는 스릅스카 공화국의 전 대통령이자 시인, 정신병 학자이다. 그는 1995년 보스니아 내전 당시 대통령직을 수행했으며 인종 청소를 자행해 네덜란드 헤이그에 있는 구유고슬라비아 국제형사재판소(ICTY)의 전쟁범죄자로 수배 중이었다. 내전 당시 카라지치는 사라예보를 공격해 만 2천 명을 살해했으며 1995년 스레브레니차에서 8천 명의 무슬림을 무차별 살인하는 등의 만행을 주도해 현상수배됐다.2008년 7월 21일 세르비아의 수도 베오그라드에서 붙잡혀 네덜란드로 후송됐다.
카라지치는 일부 세르비아인에게는 전쟁 영웅처럼 인식되기도 했으나, ICTY는 제61조 규약에 따라 그를 국제 범죄자로 지명하고 전 세계 각국이 그의 체포를 위해 10년 넘게 공조하였다. ICTY는 카라지치가 1992년부터 1995년까지의 보스니아 내전 당시 전쟁 범죄로 집단학살을 자행했다는 충분한 법적 근거가 확보됐다고 판단했으며 미국 정부는 5백만 달러의 현상금을 걸기도 했다.

## 생애

### 정계 입문 전
그는 1945년 6월 19일에 유고슬라비아의 몬테네그로 샤브니크의 근처의 마을에서 태어났다. 카라지치는 1960년에 거주지를 사라예보로 옮겨, 정신의학의 공부를 시작했다. 1974년부터 1975년까지 뉴욕의 컬럼비아 대학에서 훈련을 받기도 하였다. 그 후, 유고슬라비아에 돌아와서는 코시보 병원에서 일했다. 카라지치는 또 동시(童詩)를 집필하기도 하였다. 카라지치는 세르비아인 작가 도브리차 초시치(Добрица Ћосић)의 권유로 정계에 입문할 생각을 갖게 되었다고 한다.

### 정계 입문 후와 전쟁 범죄
1989년, 카라지치는 보스니아 헤르체고비나에서 세르비아 민주당의 설립 멤버 중 한 명이 되었다. 이 정당의 주요 목적은 유고슬라비아 공화국 내의 세르비아인을 규합하여 세르비아 공화국에 참가하는 것이었다.
1991년 10월 24일, 보스니아 헤르체고비나에서 세르비아인만으로 구성된 보스니아·세르비아 의회가 설립되었다. 이들은 보스니아 내에 세르비아인 자치구와 이를 대표하는 의회를 조직했다. 1991년 11월, 세르비아인들은 주민투표를 실시하여 압도적 다수의 찬성으로 유고슬라비아 잔류를 요구하였다.
1992년 1월 9일, 보스니아·세르비아 의회는 '보스니아 헤르체고비나 세르비아인 공화국'(The Republic of the Serb people of Bosnia and Herzegovina / 러시아어: Republika srpskog naroda Bosne i Hercegovine)을 선포하였고, 2월 28일에는 '보스니아 헤르체고비나 세르비아인 공화국' 헌법을 만들어 세르비아인 자치구를 그 영토로 하고, 이 공화국은 유고슬라비아의 일부분이라고 선언하였다.
1992년 2월 29일과 3월 1일, 보스니아 헤르체고비나의 독립의 가부를 묻는 국민투표가 실시되었다. 세르비아를 중심으로 한 유고슬라비아로부터의 독립을 바라지 않았던 세르비아인들은 이 투표를 조직적으로 거부했지만, 보스니아인과 크로아티아인들이 투표에 참가해 보스니아 헤르체고비나 유권자 64%의 투표, 투표자 98%의 찬성으로 독립이 가결되었다. 결국 1992년 4월 6일, 보스니아 헤르체고비나는 EU로부터 독립국으로서 인정받게 되었다.
이에 불만을 품은 세르비아인 세력의 보스니아·세르비아 의회는 4월 7일, 보스니아 헤르체고비나 내에서 스릅스카 공화국의 독립을 선언하고, 보스니아 전쟁에 돌입하였다.
카라지치는 1992년 12월 17일에 스릅스카 공화국의 대통령, 12월 20일에 군(軍) 최고 사령관이 되어 무슬림 보스니아인과 보스니아에 거주하는 크로아티아인에 대한 집단살해(민족 청소)를 지시했다는 혐의를 받고 있다. 특히 1995년 7월의 스레브레니차 대학살을 지휘한 혐의로 전범재판을 받고 있다.
카라지치는 대세르비아주의를 지지하고 있었지만, 러시아나 그리스 등 다른 정교회계 국가들과의 제휴에 주저하지 않았다. 예를 들어 1994년 2월, 카라지치는 그리스 정부와 비밀리에 접촉해 세르비아와 그리스가 동맹을 맺을 것을 제안했다. 이는 1992년에 슬로보단 밀로셰비치도 제안한 적이 있었다.

### 도주
1995년, 카라지치에 대한 체포 시도가 있었으나 실패하였다. 1996년 이후, 카라지치는 구유고슬라비아 국제형사재판소(ICTY)에 의해 전쟁 범죄자로서 지명 수배되고 있다. 국제 형사 경찰 기구의 영장에 의하면, 폭행, 집단 학살, 쥬네이브제조약 위반, 방화, 약탈 등의 용의로 영장이 나와 있다. 자세한 것은 유엔이 제출한 기소장에 기재되어 있다.
2001년에는 카라지치의 고향에서 그의 무죄를 확신하는 지지자들이 데모를 했다. 카라지치는 10년 이상 도피 중이나 그를 지지하는 세르비아인들은 그의 무죄를 확신하고 그를 영웅시하고 있다.
2003년 3월, 카라지치의 모친은 자수하지 말라고 카라지치에게 호소했다.
2004년 11월, 영국의 방위 관계자들은 카라지치의 수배를 위해서는 발칸반도 정부들에 대한 정치적 압박이 군사적 행동보다 효과적일 것이라 언급하였다.
2005년 보스니아의 세르비아계 지도자들은 보스니아와 세르비아의 경제적, 정치적 발전을 위해 카라지치의 자수를 종용하였다. 같은 해 5월, 카라지치에 대한 체포 시도가 있었으나 실패했으며, 같은 해 7월 7일 NATO군에 의해 카라지치의 아들이 체포되었으나 10일 후에 석방되었다. 7월 28일, 카라지치의 아내 리리아나는 남편 카라지치에게 그녀와 그녀 가족이 받는 압력에 대해서 언급하면서 카라지치의 자수를 간접적으로 요구하였다.
2007년 2월 1일, 카라지치가 러시아에 숨어 있다는 기사를 보스니아의 한 신문이 보도했으나, 러시아 정부는 이를 부정하였다.

### 체포와 재판
2008년 7월 21일, 보스니아 헤르체고비나의 대통령 술레만 티히치는 카라지치가 구속되었음을 발표했다. 체포 당시에 카라지치는 세르비아의 수도 베오그라드에 살고 있었으며, 백발에 희고 긴 수염을 하고 있었다고 한다. 그는 체포되기 전에 10년 이상 베오그라드에서 드라간 다비치라는 가명으로 사설 병원을 운영하며, 대체의학과 심리학에 관련된 진찰 업무를 하고 있었다. 카라지치가 체포된 밤, 사라예보는 대부분의 보스니아인들이 모여 체포를 축하하는 파티를 열었다고 한다. 체포 후 네덜란드로 후송된 라도반 카라지치는 전범 재판을 받고 있다.
2016년 , 그는 기소된 지 21년만에 국제유고전범재판소에서 보스니아 세르비아인들의 정치 지도자로 보스니아 내전 당시 인종청소를 한 카라지치에 대해 40년형을 선고했다.
카라지치는 대량학살, 인권침해 등 11개 혐의로 기소돼, 10개 혐의에 대해 유죄를 선고받았다. 1995년 보스니아 동부 스레브레니차의 무슬림 남성 8000명의 학살을 지시한 혐의, 그리고 40개월 이상 보스니아 수도 사라예보에 포격을 가하고 이 지역을 봉쇄해 민간인 약 1만 명을 숨지게 한 혐의에 대해 유죄가 인정됐다.